# Natacha Gachnang
Natacha Gachnang (Vevey, 27 de outubro de 1987) é uma piloto profissional de automóveis] suíça. Gachnang é prima do ex-piloto de Fórmula 1 Sébastien Buemi.

## Carreira

### Início
Natacha começou a correr aos cinco anos de idade com o primo, Sébastien Buemi, usando um kart que ganhou de seu pai no Natal. A piloto participou de seu primeiro campeonato aos oito anos de idade. Depois de correr no campeonato suíço de mini-kart, participou de campeonatos europeus na Suíça, França e Itália.

### 2003: carros tipo Fórmula
Natacha decidiu passar para os carros de fórmula aos 15 anos. Ela passou três temporadas na Fórmula BMW ADAC de 2003 - 2005, terminando em sexto lugar na classificação geral em sua temporada final na série. Em 2006, Natacha avançou para o Campeonato Austríaco de Fórmula 3, onde obteve dois pódios e garantiu o quarto lugar na classificação. Ela também competiu em sete corridas Fórmula 3 Euro Series.
No ano seguinte, Natacha se juntou ao Star Mazda Championship na América do Norte e terminou todas as corridas dentro do Top 10. A piloto retornou à Europa em 2008 para competir no Campeonato Espanhol de Fórmula 3. Uma vitória e três pódios garantiram seu terceiro lugar no campeonato, enquanto ela terminou em segundo lugar no Taça Espanhola de Fórmula 3.
Ainda em 2008, Natacha chegou a fazer um teste com carros da GP2, principal categoria de acesso à Fórmula 1, porém não obteve bons resultados.

### 2009: Fórmula 2
No ano de 2009 Natacha correu no antigo Campeonato de Fórmula Dois da FIA, uma das categorias de acesso à Fórmula 1. Ela foi confirmada na categoria em dezembro de 2008, e foi a única mulher no grid. Ela terminou a temporada de 2009 na 23ª colocação, seu melhor resultado foi um 7º lugar, suas melhores posições de largada no grid foram dois nonos lugares, e durante a temporada ela marcou apenas dois pontos.

### 2010: FIA GT1 e 24 Horas de Le Mans
Em 2010 a piloto disputa o Campeonato Mundial FIA GT1 na classe Ford GT. Ela corre pela equipe suíça Matech Team e tem como companheira de equipe a, também suíça, Cyndie Allemann. Ainda em 2010, Natacha também disputará as 24 Horas de Le Mans.

## Categorias em que competiu
- 2001: Campeonato Suíço de Karting Júnior - campeã.
- 2002: Teste Fórmula BMW ADAC Meisterschaft – quarta entre 64 pilotos.
- 2003: Fórmula BMW ADAC Meisterschaft – um quarto lugar.
- 2004: Fórmula BMW ADAC Meisterschaft – dois quartos lugares.
- 2005: Fórmula BMW ADAC Meisterschaft – sexta, três pódios.
- 2006: Taça de Fórmula 3 – um pódio, nove classificações no top-10.
- 2007: Star Mazda 3 - dois pódios.
- 2008: Fórmula 3 Espanhola - quatro pódios.
- 2009: Campeonato de Fórmula Dois da FIA - um 7º lugar marcando dois pontos no campeonato[6]

## Posição de chegada nas corridas
(Legenda: Corridas em negrito indicam pole position; corridas em itálico indicam volta mais rápida.)

### Star Mazda 3
| Ano  | 1      | 2      | 3      | 4      | 5      | 6      | 7      | 8      | 9       | 10     | 11     | 12     | Classificação | Pontos |
| ---- | ------ | ------ | ------ | ------ | ------ | ------ | ------ | ------ | ------- | ------ | ------ | ------ | ------------- | ------ |
| 2007 | SEB NP | HOU NP | ALT NP | MIL 9º | POR 2º | CLE 3º | TOR 6º | RAM 7º | TRR 13º | MOS 8º | RAT NP | LGS NP | 15º           | 217    |

### Fórmula 3 Espanhola
| Ano  | Equipe           | JAR | JAR | SPA | SPA | ABC | ABC | VSC | VSC | CVL | MAG | MAG | VAL | VAL | JER | JER | CAT | CAT | Classificação | Pontos |
| ---- | ---------------- | --- | --- | --- | --- | --- | --- | --- | --- | --- | --- | --- | --- | --- | --- | --- | --- | --- | ------------- | ------ |
| 2008 | Campos F3 Racing | 2   | 13  | 12  | 4   | 6   | 4   | 2   | 3   | 9   | 11  | 7   | 2   | 4   | 7   | 5   | Ret | 11  | 3º            | 76     |

### Fórmula 2 FIA
| Ano  | Patrocinador(es)         | 1       | 2       | 3       | 4       | 5       | 6       | 7       | 8       | 9       | 10      | 11      | 12      | 13      | 14      | 15     | 16      | Classificação | Pontos |
| ---- | ------------------------ | ------- | ------- | ------- | ------- | ------- | ------- | ------- | ------- | ------- | ------- | ------- | ------- | ------- | ------- | ------ | ------- | ------------- | ------ |
| 2009 | Warson Motors Blanc Pain | ESP 11ª | ESP Ret | TCH 14ª | TCH Ret | BEL 11ª | BEL 13ª | ING 14ª | ING 15ª | ING 13ª | ING Ret | ALE 11ª | ALE 12ª | ITA 15ª | ITA Ret | ESP 7ª | ESP 13ª | 23ª           | 2      |